# Erdnahes Objekt

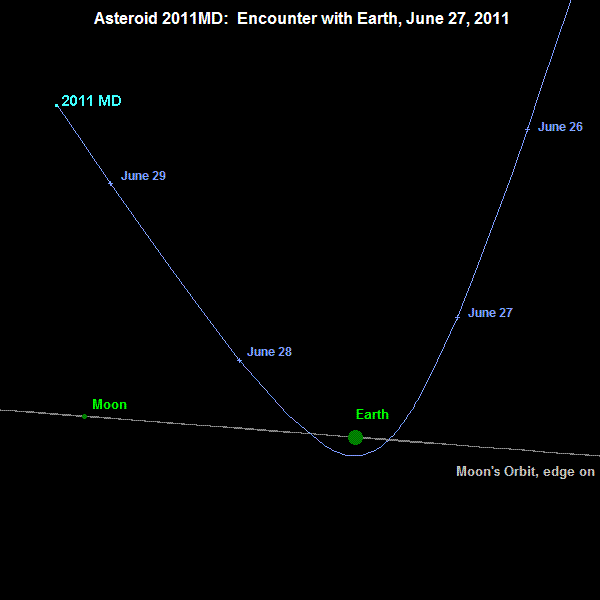
Bahn des Asteroiden 2011 MD bei seinem Vorbeiflug am 27. Juni 2011 in einem Abstand von 12.000 km zur Erdoberfläche

Erdnahe Objekte (englisch Near-Earth object, NEO) sind Asteroiden, Kometen und große Meteoroiden, deren größte Annäherung an die Sonne (Periheliondistanz) weniger als 1,3 Astronomische Einheiten (AE) beträgt. Die Umlaufbahn erdnaher Objekte bringt diese somit in die Nähe der Erde. Um dieser Gefahr begegnen zu können, sind genaue Kenntnisse über solche Objekte notwendig.

## Klassifikation erdnaher Objekte
Nach Art und Größe unterteilt man die erdnahen Objekte in:
- Meteoroiden
- Asteroiden
- Kometen

Meteoroiden sind größer als der interplanetare Staub, aber kleiner als Asteroiden, wobei es aber weder von der Größe noch von der Zusammensetzung her eine eindeutige und einheitliche Grenze zwischen den beiden Objektarten gibt.
Die Asteroiden und Meteoroiden zählen zusammen mit den Kometen zu den Kleinkörpern des Sonnensystems.

## Himmelsüberwachung

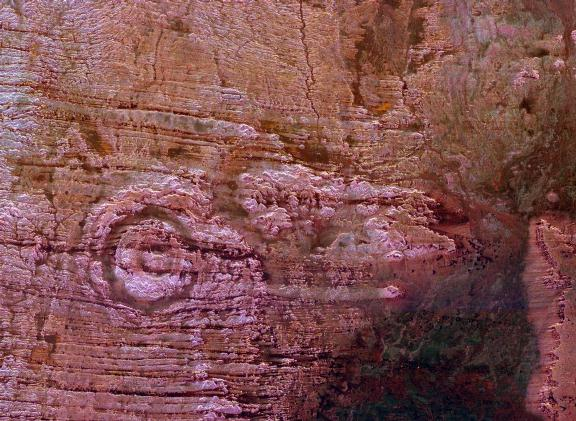
Radaraufnahme des Einschlagkraters Aorounga im Tschad

Nach dem Einschlag des Kometen Shoemaker-Levy 9 1994 auf Jupiter erhielt die NASA 1998 vom amerikanischen Kongress den Auftrag, 90 % derjenigen Erdbahnkreuzer zu katalogisieren, die mehr als 1 km Durchmesser aufweisen. Dies soll durch spezielle Programme zur Himmelsüberwachung, wie z. B. LINEAR, LONEOS, NEAT, CSS, CINEOS, Spacewatch oder ADAS, erreicht werden. Der Einschlag eines Asteroiden oder Kometen dieser Größenordnung könnte ein Areal von der Größe Frankreichs zerstören und hätte auch globale Auswirkungen. Das größte bekannte erdnahe Objekt – mit einem Durchmesser von etwa 31 km – ist (1036) Ganymed.
Im Jahr 2005 wurde der Auftrag an die NASA dahingehend erweitert, bis zum Jahr 2020 Instrumente und Suchprogramme zu schaffen, die es ermöglichen, erdnahe Objekte ab einer Größe von 140 m zu entdecken. Objekte dieser Größenordnung könnten beim Einschlag z. B. die Region Washington DC zerstören. Nach der zweiten, nicht mehr kryogenen Beobachtungsphase des Wide-Field Infrared Survey Explorers, die Anfang 2011 endete, extrapolierten die Forscher, dass das 90-%-Soll im Größenbereich über 1 km bereits übererfüllt sei, dass aber noch rund 80 % der NEOs über 100 m zu entdecken seien (von wahrscheinlich rund 20.000 waren 5.200 entdeckt). Anfang 2018[veraltet] waren es mehr als 8.000 (> 140 m) von wahrscheinlich 30.000.
Mit dem empfindlicheren Large Synoptic Survey Telescope wird es innerhalb weniger Jahre gelingen, auch in diesem Bereich fast 90 % zu entdecken.
Seit 2008 hat ein weiteres Umdenken stattgefunden, dass auch Objekte kleiner 140 m erheblichen Schaden anrichten können und diese beobachtet werden müssen. Dafür wurde das Asteroid Terrestrial-impact Last Alert System entwickelt.

## Risikoabschätzung
Es gibt zwei Einteilungen zur Klassifizierung des Einschlagsrisikos:
- die einfache Turiner Skala
- die komplexere Palermoskala

### Turiner Skala
2003 wurde für die beiden erdnahen Asteroiden (143649) 2003 QQ47 und (433953) 1997 XR2 ein Risiko größer Null festgestellt, beide sind in die Gefahrenstufe 1 eingeordnet. Nach genauen Bahnmessungen im Jahr 2005 wurde dem Objekt (99942) Apophis (2004 MN4) als erstem eine Risikostufe größer als 1 zugewiesen, kurzfristig war der Asteroid sogar in die Stufe 4 eingeordnet worden. Zwischen Februar und Mai 2006 wurde (144898) 2004 VD17 auf der Turiner Skala mit 2 eingestuft, er war damit erst der zweite Asteroid, der einen Wert von über 1 auf dieser Skala erreichte.

### Palermo-Skala
Bisher ist ein erdnahes Objekt mit einem Risiko größer null bekannt; für (29075) 1950 DA wird eine enge Begegnung im Jahr 2880 vorhergesagt. Sollte es zu einem Einschlag dieses Objekts kommen, könnte ein Massensterben die Folge sein, bei dem die meisten Lebensformen auf der Erde ausgelöscht würden. Für (99942) Apophis erreichte 2005 die Risikobewertung des Einschlags auf der Palermo-Skala für kurze Zeit den Wert 1,80.

## Annäherungen
- Das Objekt mit dem bisher knappsten bekannten Vorbeiflug – 3.600 km Höhe – ist 2023 BU mit etwa 3–8 Meter Durchmesser. Es passierte die Erde am 27. Januar 2023.[12]
- Den zweitnähesten bekannten Vorbeiflug – in 6.500 km Abstand – hatte 2004 FU162 mit etwa 6 m Durchmesser. Es konnte am 31. März 2004 für 44 Minuten durch LINEAR beobachtet werden und wurde durch die Erde um 20° abgelenkt.
- Am 27. Juni 2011 näherte sich 2011 MD der Erde mit einem Abstand von rund 12.000 km. Der Asteroid hat einen Durchmesser von etwa 10 m, wurde fünf Tage zuvor durch LINEAR entdeckt und konnte nach dem Vorbeiflug noch sechs Tage lang beobachtet werden.
- Am 8. November 2011 passierte der etwa 400 m große Asteroid (308635) 2005 YU55 die Erde in etwa 0,85-facher Monddistanz (325.000 km) und erreichte dabei eine scheinbare Helligkeit von 11 mag, sodass er mit Instrumenten ab 80 mm Öffnung beobachtet werden konnte.
- Am 15. Februar 2013 passierte der etwa 46 m große (367943) Duende die Erde in einer Entfernung von etwa 28.000 km.
- Am 13. April 2029 wird der 325 m große (99942) Apophis die Erde in einer Entfernung von etwa 30.000 km passieren.

## Erster vorausberechneter Meteor
- Am 6. Oktober 2008 wurde 2008 TC3 entdeckt, als er sich noch außerhalb der Mondbahn befand. Das Objekt explodierte etwa 20 Stunden später in der Stratosphäre.

## Liste potentiell gefährlicher Objekte
| Bezeichnung         | größte Annäherung | größte Annäherung |
| Bezeichnung         | Monddistanzen     | km                |
| ------------------- | ----------------- | ----------------- |
| (7482) 1994 PC1     | 0,005966988       | 2.294             |
| (152664) 1998 FW4   | 0,010080437       | 3.875             |
| (37368) 1993 VB     | 0,017828967       | 6.853             |
| 2002 EY2            | 0,030332494       | 11.660            |
| (177049) 2003 EE16  | 0,049877584       | 19.173            |
| (267337) 2001 VK5   | 0,054504037       | 20.951            |
| (297300) 1998 SC15  | 0,056665098       | 21.782            |
| 2001 EC             | 0,076372277       | 29.358            |
| (433953) 1997 XR2   | 0,078531003       | 30.187            |
| (137108) 1999 AN10  | 0,094539511       | 36.341            |
| (216985) 2000 QK130 | 0,099837672       | 38.378            |
| (99942) Apophis     | 0,105483750       | 40.548            |
| (292220) 2006 SU49  | 0,114382901       | 43.969            |
| (247360) 2001 XU    | 0,196846856       | 75.668            |
| 2003 GG21           | 0,241523183       | 92.842            |
| 2005 LW3            | 0,245039334       | 94.193            |
| (143487) 2003 CR20  | 0,253009925       | 97.257            |
| (162173) Ryugu      | 0,267567218       | 102.853           |
| (35396) 1997 XF11   | 0,291597298       | 112.090           |
| (163132) 2002 CU11  | 0,341506404       | 131.275           |
| (90416) 2003 YK118  | 0,341603697       | 131.312           |
| (162416) 2000 EH26  | 0,379825639       | 146.005           |
| (405212) 2003 QC10  | 0,394575571       | 151.675           |
| (267131) 2000 EK26  | 0,422109349       | 162.259           |
| 2000 TU28           | 0,425312218       | 163.490           |
| (141495) 2002 EZ11  | 0,462579137       | 177.815           |
| (164207) 2004 GU9   | 0,474406013       | 182.362           |
| (85640) 1998 OX4    | 0,484831878       | 186.369           |
| (89959) 2002 NT7    | 0,497230834       | 191.136           |

| Bezeichnung        | größte Annäherung | größte Annäherung |
| Bezeichnung        | Monddistanzen     | km                |
| ------------------ | ----------------- | ----------------- |
| 2002 JZ8           | 0,525465117       | 201.989           |
| (85236) 1993 KH    | 0,537066275       | 206.448           |
| 2000 KA            | 0,543028360       | 208.740           |
| 2005 GY8           | 0,551103637       | 211.844           |
| (144898) 2004 VD17 | 0,580155178       | 223.012           |
| (467351) 2003 KO2  | 0,589440774       | 226.581           |
| (152685) 1998 MZ   | 0,600792863       | 230.945           |
| (387668) 2002 SZ   | 0,635187707       | 244.166           |
| (171576) 1999 VP11 | 0,639997848       | 246.015           |
| (2201) Oljato      | 0,643165692       | 247.233           |
| 1997 GL3           | 0,680343102       | 261.524           |
| (434734) 2006 FX   | 0,681214843       | 261.859           |
| (330233) 2006 KV86 | 0,684390470       | 263.080           |
| 2002 SQ41          | 0,696649325       | 267.792           |
| (89958) 2002 LY45  | 0,714169759       | 274.527           |
| (153814) 2001 WN5  | 0,723809500       | 278.232           |
| 2002 NY40          | 0,739948380       | 284.436           |
| (101869) 1999 MM   | 0,748467311       | 287.711           |
| 289P/Blanpain      | 0,755242761       | 290.315           |
| 2001 QJ96          | 0,761263220       | 292.630           |
| (612901) 2004 XP14 | 0,822826023       | 316.294           |
| 2003 MK4           | 0,840513799       | 323.094           |
| (387746) 2003 MH4  | 0,847359300       | 325.725           |
| (85713) 1998 SS49  | 0,850044573       | 326.757           |
| 1999 RM45          | 0,871810851       | 335.124           |
| (162162) 1999 DB7  | 0,893514862       | 343.467           |
| (497117) 2004 FU4  | 0,938390054       | 360.717           |
| (444193) 2005 SE71 | 0,984105854       | 378.290           |
| (154276) 2002 SY50 | 0,986736643       | 379.302           |

## Sonstiges
Viele erdnahe Objekte enthalten Metalle in hoher Konzentration, wie z. B. Platin und Metalle der Seltenen Erden, die in Zukunft für die Rohstoffgewinnung von Bedeutung sein könnten. Um diese Ressourcen in Zukunft abzubauen, gibt es theoretische Überlegungen für Asteroidenbergbau.